# اوستر تکنالوژیز
اوستر تکنالوژیز (انگلیسی: Uster Technologies) شرکت نساجی سوئیسی است، که در سال ۱۸۷۵ تأسیس شد.